# SOCOM: U.S. Navy SEALs Mobile Recon
SOCOM: U.S. Navy SEALs Mobile Recon es un videojuego de estrategia en tiempo real desarrollado por IronMonkey Studios y publicado por Jamdat Mobile para J2ME. Es el derivado de SOCOM 3: U.S. Navy SEALs para la versión móvil. Presenta una campaña diferente ambientada exclusivamente en Marruecos. El juego estaba disponible sólo en la versión Java ME.

## Sinopsis
La guerra sigue al hombre a todas partes. Se bebe con la leche materna, se encuentra en lo más profundo de nuestros genes, en nuestro subconsciente. Desde la antigüedad la gente se mata entre sí y esta cadena de muertes no tiene fin. SOCOM es un juego para aquellas personas que ven la guerra como su profesión, para quienes la guerra se ha convertido en su estilo de vida y forma de pensar. Sus almas se queman en el fuego de las batallas, sus cuerpos se endurecen en las luchas. Los legendarios "Navy Seals" de los Estados Unidos te llaman para unirte a sus filas nuevamente.

## Personajes

### SEALs
Calvin "Wraith" Hopper: El personaje principal. Asume el papel de él, el líder, debe completar objetivos para que la misión tenga éxito. Es un experto en sigilo y CQB. WRAITH tiene diferentes armas primarias M4A1, M8 y HK5K. También tiene un SR-25 y una Combat Knife solo para WRAITH. El jugador puede ordenar ponerse a cubierto, desplegar C4 y reconocer.
Daniel "Bronco" Street: Socio de Wraith. El jugador puede ordenarle que se mueva hacia, ataque al objetivo, rompa, despliegue C4, se cubra, despliegue fragmentación (si está disponible) y reconozca. Bronco tiene diferentes armas primarias HK36, M8 (lanzagranadas no utilizadas) y F90. Solo Bronco tiene granadas de 5 ranuras.

## Recepción
Levi Buchanan de IGN escribió: "SOCOM: US Navy SEALs Mobile Recon es un excelente juego para dispositivos móviles, con excelentes mecánicas que casi cualquier jugador puede aprender de inmediato. Controlar a ambos soldados es increíblemente fácil con la retícula, y el equilibrio entre acción, sigilo y buena lucha táctica es casi perfecto. Si bien los jugadores experimentados podrán jugar rápidamente a SOCOM: US Navy SEALs Mobile Recon en aproximadamente una hora, el juego tiene contenido suficiente para exigir repeticiones. Y tengo que hacer otra mención sobre el excelente nivel de detalle en los entornos: pequeños detalles como ese ayudan mucho. Al igual que el Doom RPG de Jamdat, SOCOM: US Navy SEALs Mobile Recon se parece más a un videojuego que juegas en un teléfono celular, que a un videojuego que puedes ver que estaba metido en un teléfono. No te pierdas este".